# Mahamat Alladj Allaou
Mahamat Alhadji Allaou né le 2 mai 1986 à N'Djamena, est un arbitre tchadien.

## Biographie
Mahamat Alhadji Allaou nait le 2 mai 1986 à N'Djamena et fait ses premiers pas dans le football lors des matchs inter-quartiers à Ardep Djoumal, au sein du club AS Amco.Il y évolue jusqu’à atteindre la deuxième division, avant de raccrocher les crampons.  
Plutôt que de quitter définitivement le monde du sport, il choisit une nouvelle voie, l'arbitrage. 

## Carrière d'arbitre
En 2004, il commence sa carrière d’arbitre après une formation spécialisée dans cette discipline. Trois ans plus tard, en 2007, il effectue son premier stage auprès de la Fédération Tchadienne de Football Association (FTFA), où il arbitre plusieurs rencontres féminines, notamment en 2-2-1 et 2-3.   
Son véritable début de carrière survient en 2008, lorsqu'il est désigné pour officier un choc au sommet du football tchadien entre Renaissance FC  vs Tourbillon FC. Encadré par des arbitres expérimentés, cette rencontre marque un tournant dans sa carrière.

Il a été désigné comme arbitre lors de la Coupe d'Afrique des nations des moins de 20 ans, qui s'est déroulée en Mauritanie du 14 février au 4 mars 2021. Par la suite, il officie en tant qu'arbitre lors de la Coupe d'Afrique des nations 2023 en Côte d'Ivoire. Il est par ailleurs présélectionné par la Fédération Internationale de Football Association (FIFA) parmi les arbitres qui participeront à la Coupe du monde 2026,.